# Kivijärvi (sjö i Finland, Päijänne-Tavastland)
Kivijärvi är en sjö i Finland. Den ligger i kommunen Hollola i landskapet Päijänne-Tavastland, i den södra delen av landet, 110 km nordost om huvudstaden Helsingfors. Kivijärvi ligger 99,8 meter över havet. I omgivningarna runt Kivijärvi växer i huvudsak blandskog. Den är 12 meter djup. Arean är 2,15 kvadratkilometer och strandlinjen är 18,46 kilometer lång. Sjön  ingår i Kymmene älvs huvudavrinningsområde. 